# Trstená
Trstená er en by og kommune i distriktet Tvrdošín i regionen Žilina i det nordlige Slovakiet. Den ligger 300 kilometer fra den slovakiske hovedstad Bratislava. Byen har et areal på 82,54 km² og en befolkning på 7.213(2021) indbyggere.

## Eksterne links
- Officiel hjemmeside

- Wikimedia Commons har flere filer relateret til Trstená